# Roman de Thèbes
Der Roman de Thèbes (Thebenroman) ist ein ohne Verfassernamen überliefertes altfranzösisches Versepos aus dem 12. Jahrhundert.
Der Thebenroman entstand wahrscheinlich gegen 1160 und ist, wenn auch nicht das älteste, so doch ein Schule machendes Werk der anschließend bis ca. 1180 florierenden Gattung des Antikenromans.
Er umfasst gut 10.000 Verse und verarbeitet in paarweise reimenden Achtsilblern die Thebais des antiken lateinischen Autors Statius (1. Jahrhundert n. Chr.), ein Epos um das tragische Schicksal von Ödipus und seiner Familie, insbesondere der Zwillingssöhne Eteokles und Polyneikes, die sich beim Kampf um die Herrschaft in Theben am Ende gegenseitig erschlagen.
Das für ein überwiegend höfisches Publikum verfasste Werk zeigt noch viele Stilmittel der zeitgenössischen Chansons de geste, nimmt aber auch schon solche des höfischen Romans vorweg. Anders als die nach ihm entstandenen Antiken-Romane gewährt es dem Thema Liebe noch relativ geringen Raum.

## Inhalt und Unterschied zu Statius
Verglichen zur Version von Statius in der Antike fehlt dem Roman die tragische Dimension, viel mehr wird der Romane als Heldenerzählung geschrieben. Die Geschicke der Einzelakteure werden aus der mittelalterlichen Lebensrealität interpretiert, Edypuss (Ödipus) mutet schon fast als höfischer Ritter an. Von Beginn an kommt Edypuss als "böser Sohn" vor, der seinen Vater töten wird. Seine beiden Söhne, weil sie einer naturwidrigen Beziehung (mit seiner Mutter Jocaste) entstammen, haben noch ein schlimmeres Schicksal. 
Das empfangene Orakel für Layus (Laios) treibt ihn dazu das Kind (Edypuss) sofort töten zu wollen, seine Frau Jocaste hingegen ist damit nicht einverstanden. Die Diener der Könige hintertreiben die Kindesaussetzung und so kommt es, dass Polybus selbst Edypuss bei der Jagd findet und ihn mitnimmt. Edypuss wächst zu einem starken, mutigen und schönen Ritter in Polybus Königshof auf und wird von seinen Altersgenossen beneidet. Keiner kennt seine echte Herkunft und deshalb beschließt er den Königshof zu verlassen, um seine Herkunft beim Orakel von Delphi zu erfragen. Vom Orakel bekommt er die Antwort, dass er einen Mann töten wird, dies lässt jedoch Edypuss kalt, da im Mittelalter als fahrender Ritter es durchaus "normal" war einen Mann zu töten. So kommt er zu einer höfischen Festveranstaltung, bei der er beim großen Diskusswurfwettbewerb in eine Rauferei gerät und König Layus tötet. Die Königswitwe Jocaste versammelt ihre Lehensleute (Barone) und diese raten ihr Edypuss zu heiraten und ihn als König zu krönen. Auch hier spiegelt sich der Versionsunterschied zur antiken Version, die Lebensrealität ist dem Mittelalter angepasst, der Bedeutung der Vasallen und Lehensleute im Frankreich des 12. Jahrhunderts wird hier Rechnung getragen. Die anschließende Schilderung der Hochzeit wird nach den Sitten des Mittelalters beschrieben.
Bevor es zur Hochzeit zwischen Edypuss und Jocaste kommt, integriert der anonyme Verfasser die Sphinx-Episode und verändert diese hin zu einer Drachenepisode. Wie viele später entstandene mittelalterliche Romane, muss sich der Held (höfischer Ritter) gegen ein Ungeheuer durchsetzen. 